# برنز (اورگن)
برنز (به انگلیسی: Burns) شهری در شهرستان جکسون ایالت اورگن است و در سرشماری سال ۲۰۱۱ میلادی، ۲٬۸۰۶ نفر جمعیت داشته که نسبت به سال ۲۰۱۰، −۰٫۰۴ درصد رشد جمعیت داشته‌است.

## موقعیت جغرافیایی
موقعیت جغرافیایی شهرها و مناطق اطراف به شرح زیر است: